# Brachymeria straeleni
Brachymeria straeleni är en stekelart som först beskrevs av Schmitz 1946.  Brachymeria straeleni ingår i släktet Brachymeria och familjen bredlårsteklar. Inga underarter finns listade.